# Roquebrune-Cap-Martin
Roquebrune-Cap-Martin [ʁɔk(ə)bʁyn kap maʁtɛ̃] (okzitanisch Ròcabruna Caup Martin, mentonasque Rocabruna [ˌrɔ.ka.ˈbry.na] bzw. [ˌru.ka.ˈbry.na], italienisch Roccabruna) ist eine französische Stadt mit 12.419 Einwohnern (Stand 1. Januar 2022) an der Mittelmeerküste (Côte d’Azur) im Département Alpes-Maritimes in der Region Provence-Alpes-Côte d’Azur. Die Gemeinde grenzt einerseits im Südwesten unmittelbar an das Fürstentum Monaco, andererseits im Nordosten an Menton, das wiederum an der französisch-italienischen Grenze liegt.

## Geographie

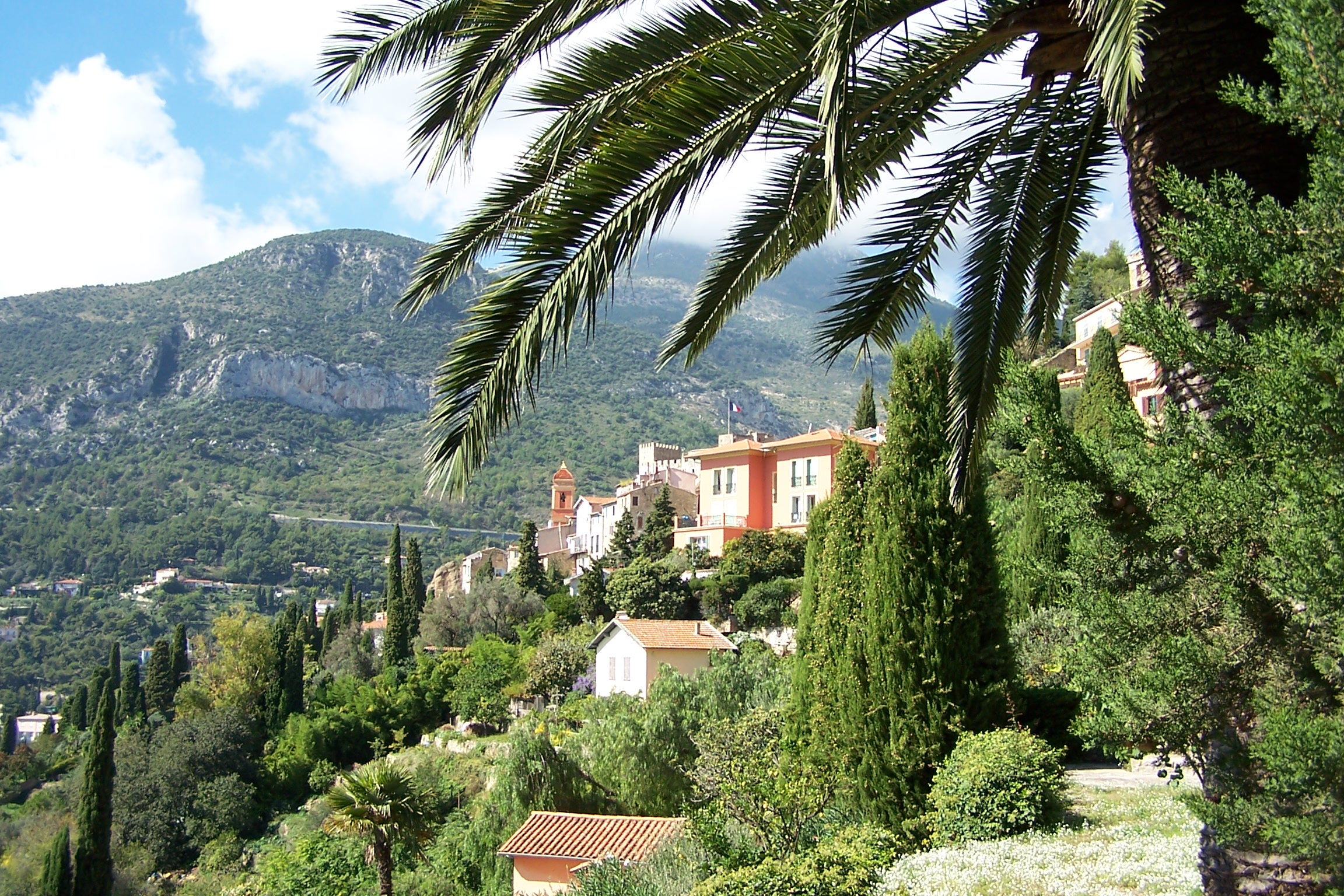
Roquebrune vor dem Mont Agel

Roquebrune-Cap-Martin liegt in den Ausläufern der französischen Seealpen. Das eigentliche Dorf befindet sich auf einer Höhe von 225 m, vor einer Bergkulisse, die durch den Mont Agel dominiert wird. Ein Teil der Stadtgrenze ist gleichzeitig die Staatsgrenze zum Fürstentum Monaco. Ebenso wie im benachbarten Menton ist der örtliche Dialekt Monegassisch.
Die Gemeinde besteht neben dem eigentlichen Dorf Roquebrune und dem Cap Martin noch aus dem Ortsteil Carnolès, welcher zwischen Roquebrune und Menton liegt und ebenfalls einen Bahnhaltepunkt besitzt. 

## Geschichte

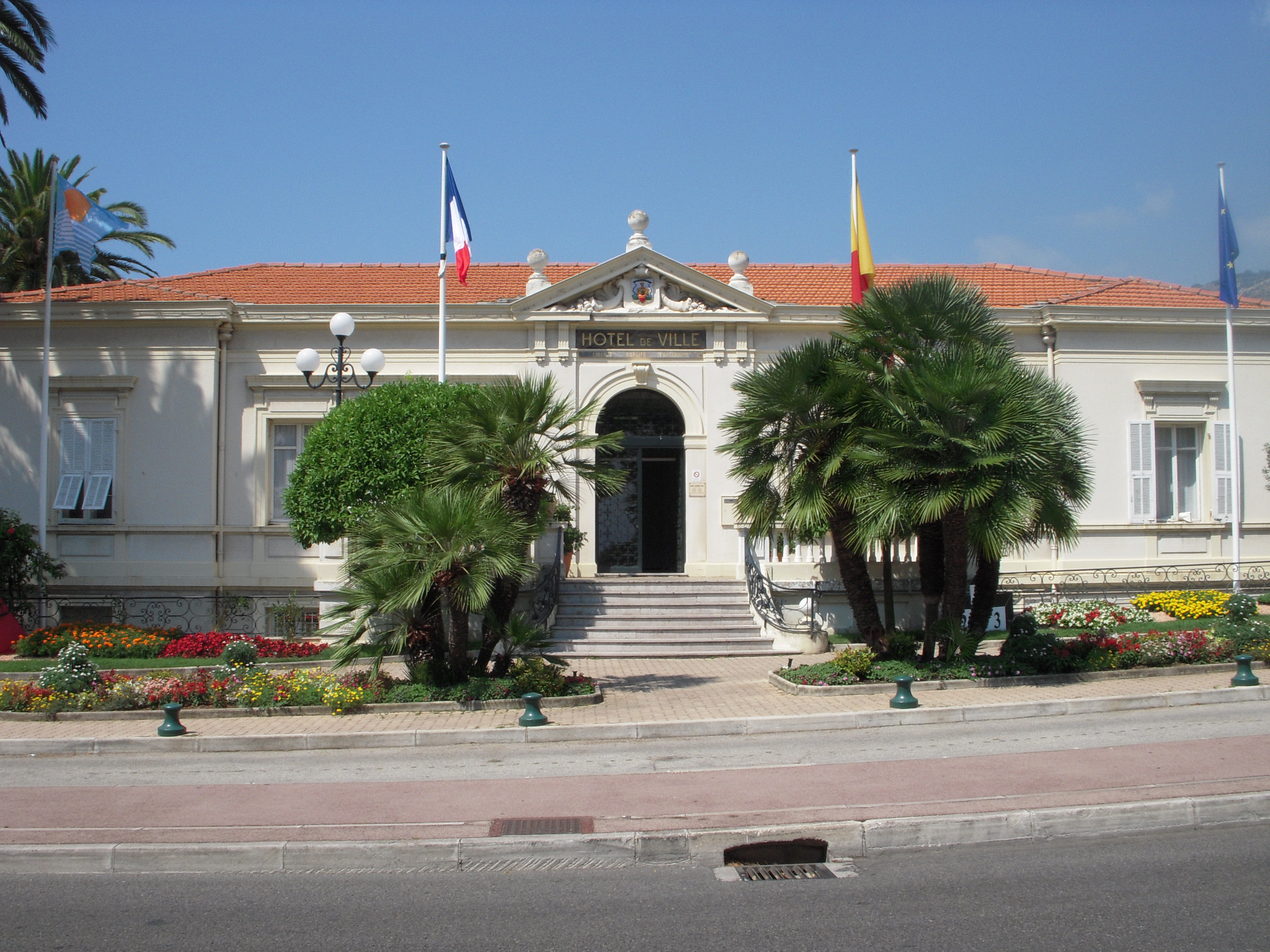
Hôtel de ville (Rathaus)

In der 1958 entdeckten Höhle Grotte du Vallonnet in Roquebrune-Cap-Martin wurden Artefakte gefunden, die auf die Anwesenheit von Hominiden vor ca. 1,1 Millionen Jahren weisen.
Roquebrune wurde im Jahr 970 vom Grafen von Ventimiglia, Conrad I. gegründet, um die Westgrenze seines Territoriums an der einzigen Verbindung nach Westen (der alten römischen Via Julia Augusta) zu schützen. Sein ursprünglicher Name lautete Roccabruna (mentonasque Rocabruna) und bedeutet „Brauner Felsen“. Die Bevölkerung war, wie im benachbarten Monaco, ursprünglich ligurisch, auch wenn mit der Zeit zunehmend okzitanisch sprechende Zuwanderer den örtlichen Dialekt (eine Variante des mentonasque) beeinflussten und durchmischten.
Zu dieser Zeit umgab die Festung die gesamte Siedlung. 1355 verkaufte die Familie Vento Roquebrune, und der Ort wurde für fünf Jahrhunderte Eigentum der Familie Grimaldi. Während dieser Zeit wurden die Befestigungsanlagen erweitert. Im Jahr 1793 wurde Roquebrune französisch. 1804 wurde unter Napoleon I. eine neue küstennähere Straße gebaut (die heutige Moyenne Corniche). 1814 gelangte Roquebrune wieder in monegassischen Besitz. Am 21. März 1848 proklamierten Roquebrune und Menton die unabhängige Republik der Freien Städte Menton und Roquebrune und stellten sich unter den Schutz des Königs von Sardinien. Mit Sardinien gelangten sie 1859 zum wiedervereinten Italien. Der erste italienische König Viktor Emanuel I. übereignete 1860 die Grafschaft Nizza zusammen mit Savoyen endgültig dem französischen Staat (was von der Bevölkerung Nizzas in einem Plebiszit mit rund 25.000 gegen gerade einmal etwa 200 Stimmen gebilligt wurde). 1861 verzichtete auch der monegassische Fürst Charles III. in einem Vertrag mit Napoleon III. für vier Millionen Francs auf seine Ansprüche auf Roquebrune und Menton.
Das Cap-Martin, auf dem sich eine frühe Kirche befindet, war zunächst dünn besiedelt und wurde im elften Jahrhundert erstmals schriftlich erwähnt. Es gehörte zunächst zum östlich gelegenen Menton, der Grenzstadt zu Italien.
Ab Mitte des 19. Jahrhunderts wurde mit Einrichtung der Bahnstrecke Marseille–Ventimiglia auch dieser Küstenabschnitt als Feriendomizil zum Anziehungspunkt für bekannte Persönlichkeiten. Elisabeth von Österreich verbrachte im Hôtel du Cap Martin mehrere Monate ihrer letzten Lebensjahre 1894 bis 1897. Eugénie, Witwe von Napoleon III., besaß hier eine Villa. Im 20. Jahrhundert baute Le Corbusier ein Cabanon, einen minimalistischen Architekturentwurf. Am 27. August 1965 ist er ebenda im Meer ertrunken und auf dem örtlichen Friedhof beigesetzt worden. Coco Chanel kaufte die Villa La Pausa, in der u. a. Winston Churchill regelmäßig zu Gast war. Heute ist unter anderem das belgische Königshaus Besitzer einer Villa auf Cap Martin.
Der Wechsel des Namens von Roquebrune zu Roquebrune-Cap-Martin spiegelte die zunehmende Urbanisierung der Côte d’Azur im 20. Jahrhundert wider.
Jährlich im Frühjahr wird in der Gemeinde ein Herrentennis-Masters im Monte Carlo Country Club ausgetragen. Die prestigeträchtige Sandplatzveranstaltung hat eine monegassische Leitung und wird offiziell unter dem Namen Monte Carlo Masters vermarktet, obwohl das ATP-Turnier auf französischem Staatsgebiet stattfindet.
| Jahr      | 1962  | 1968  | 1975   | 1982   | 1990   | 1999   | 2007   | 2012   |
| --------- | ----- | ----- | ------ | ------ | ------ | ------ | ------ | ------ |
| Einwohner | 6.529 | 8.345 | 10.996 | 12.450 | 12.376 | 11.692 | 13.177 | 12.641 |

## Sehenswürdigkeiten
- Die Burg Roquebrune-Cap-Martin wurde am Ende des zehnten Jahrhunderts durch Conrad I. Graf von Ventimiglia erbaut. Ihr Donjon ist wohl der älteste in Frankreich.
- Der Olivier millénaire (Tausendjähriger Olivenbaum), vermutlich einer der ältesten Ölbäume der Welt
- Die Kirche Sainte-Marguerite aus dem zwölften Jahrhundert, mehrfach umgebaut und restauriert, zuletzt im 19. Jahrhundert
- E.1027, Wohnhaus und Architekturikone von Eileen Gray

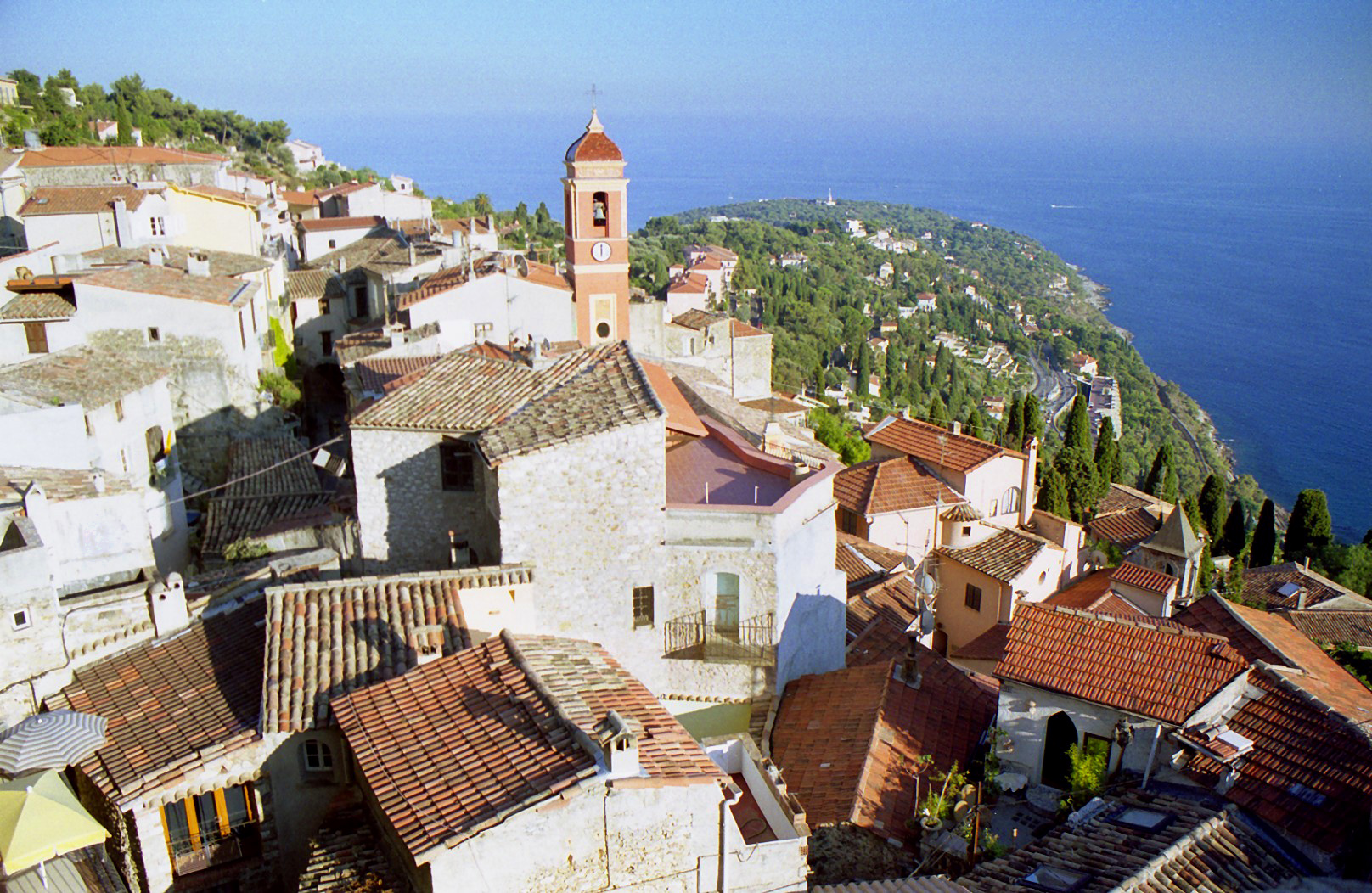
Blick von der Burg auf Roquebrune und das Cap Martin
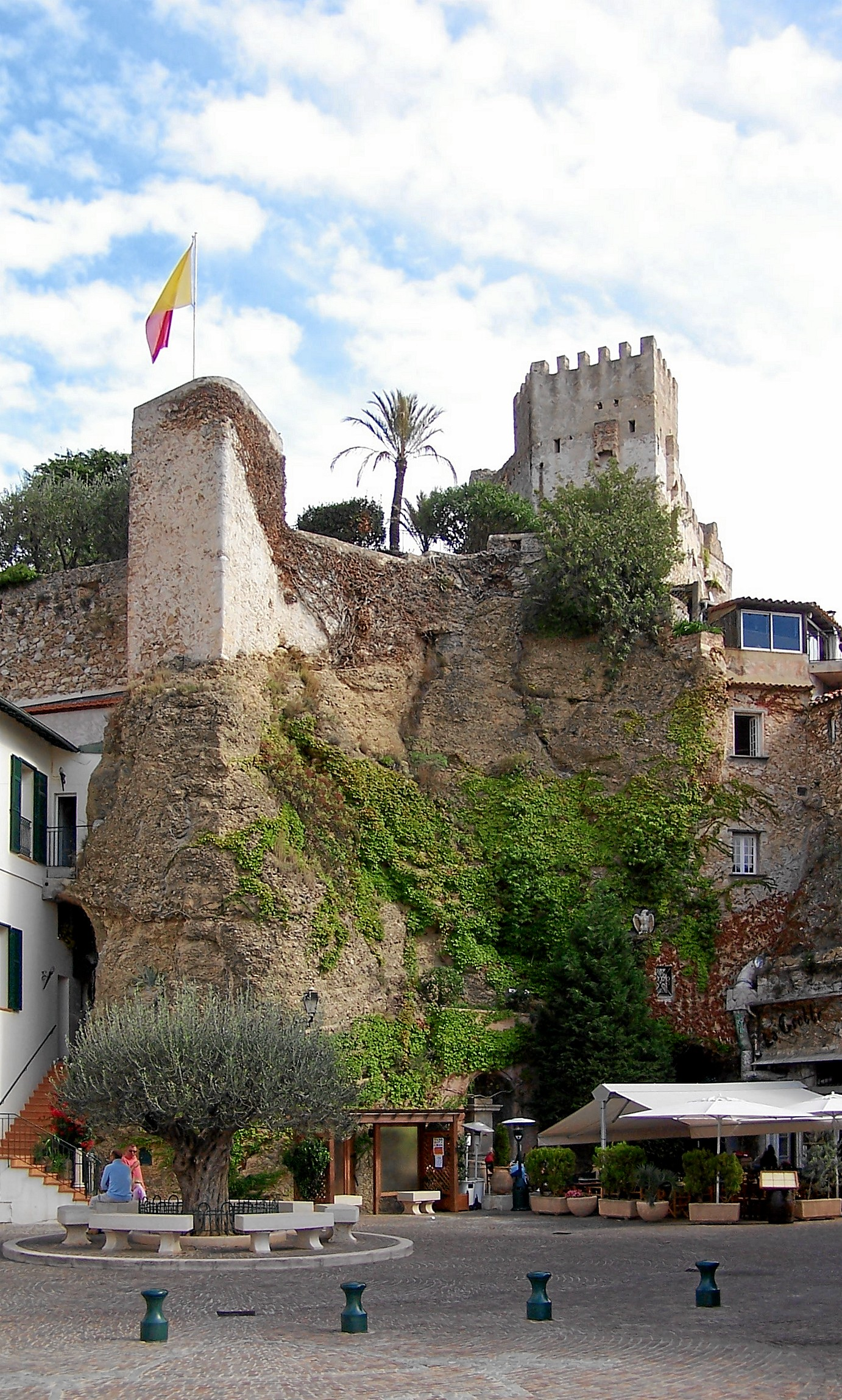
Place des Deux Frères
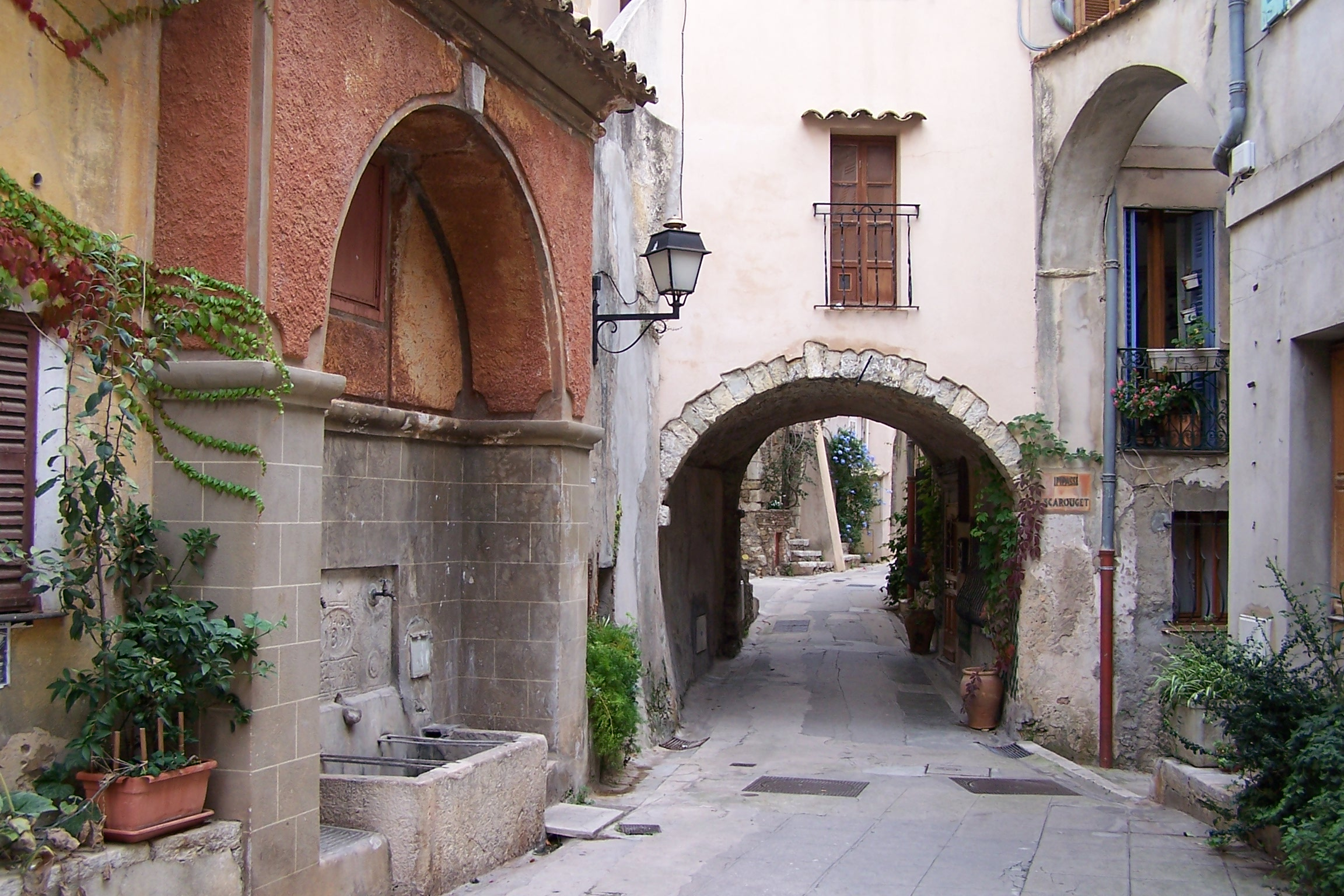
Rue de la Fontaine
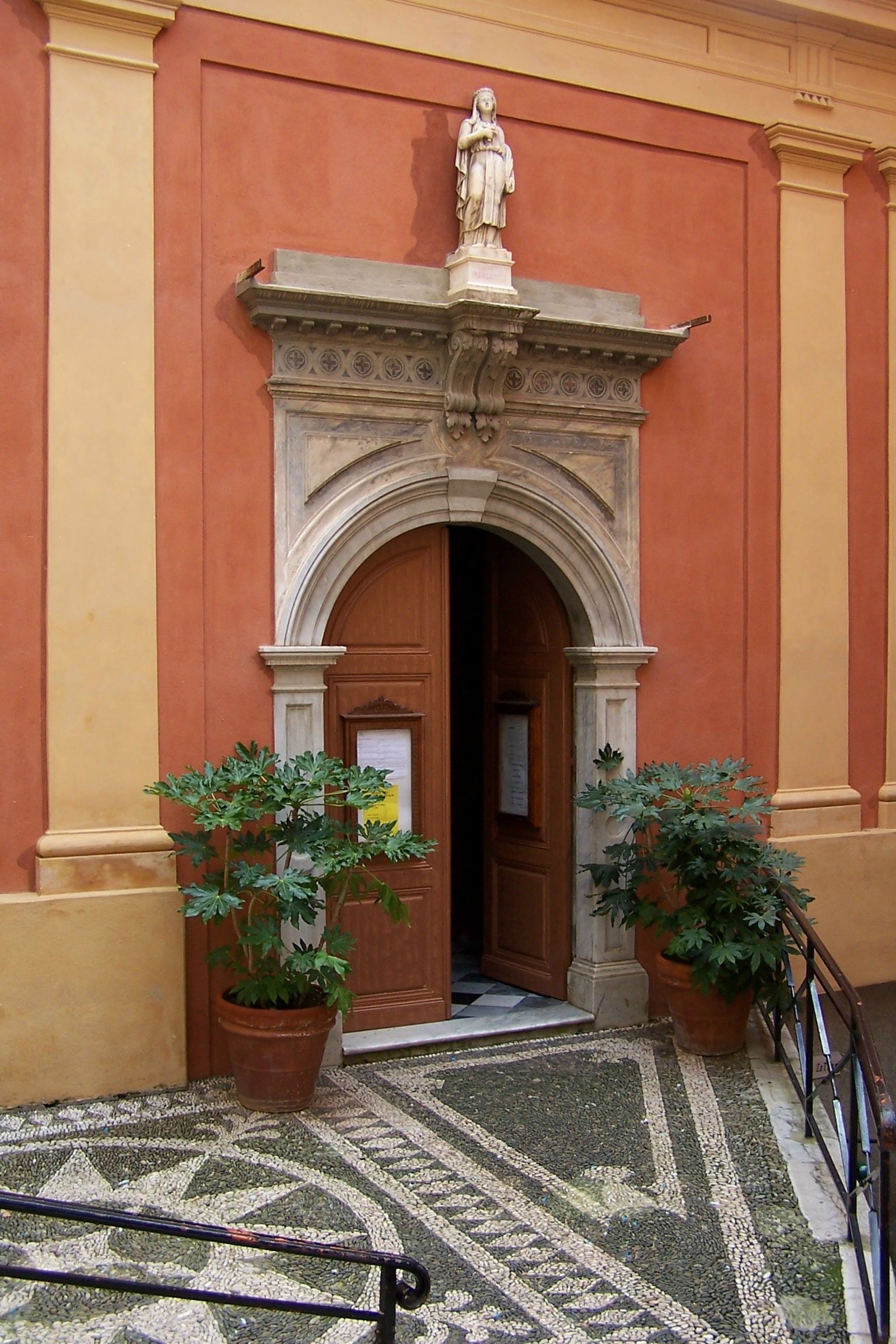
Eingang zur Kirche
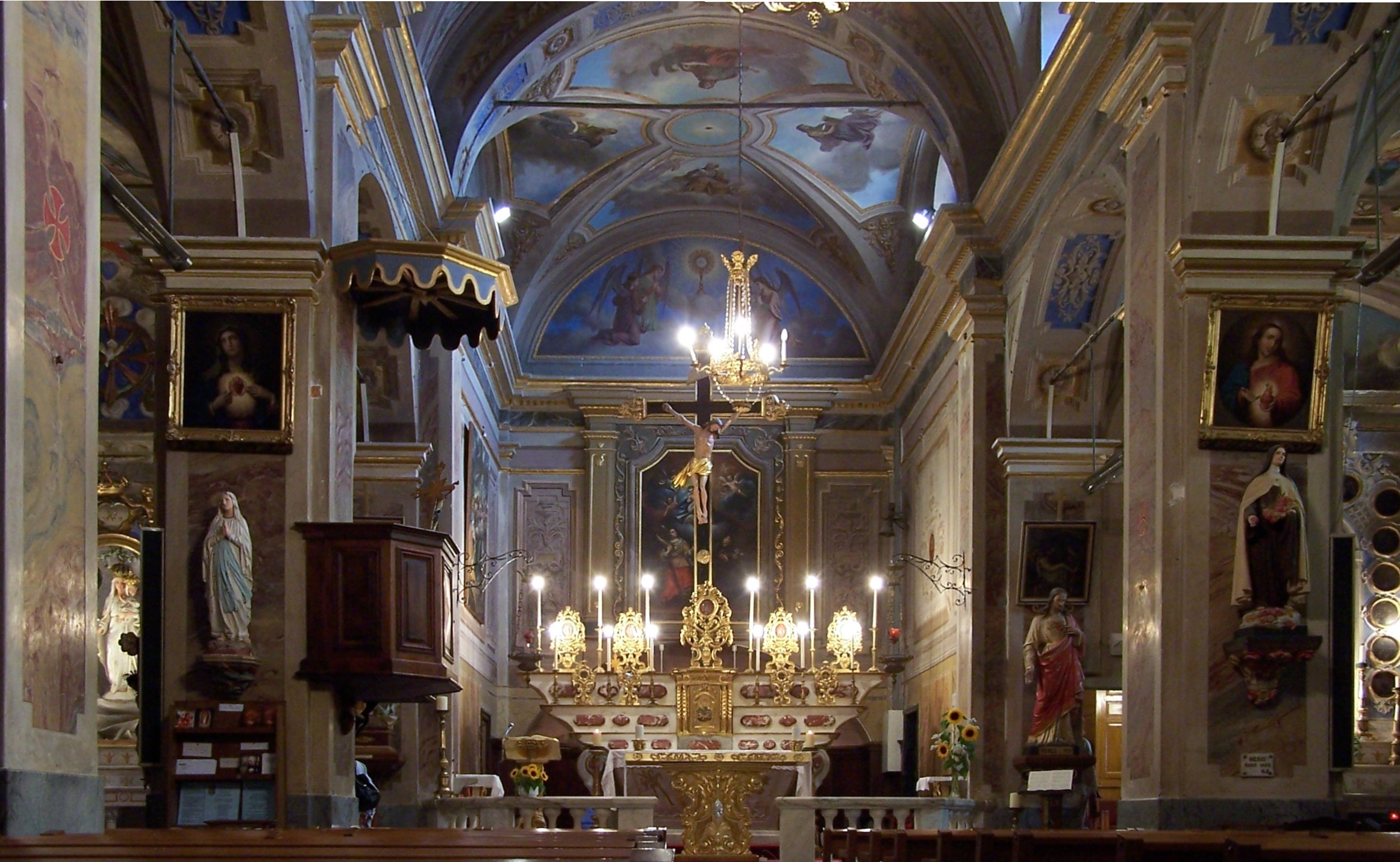
Innenansicht der Kirche
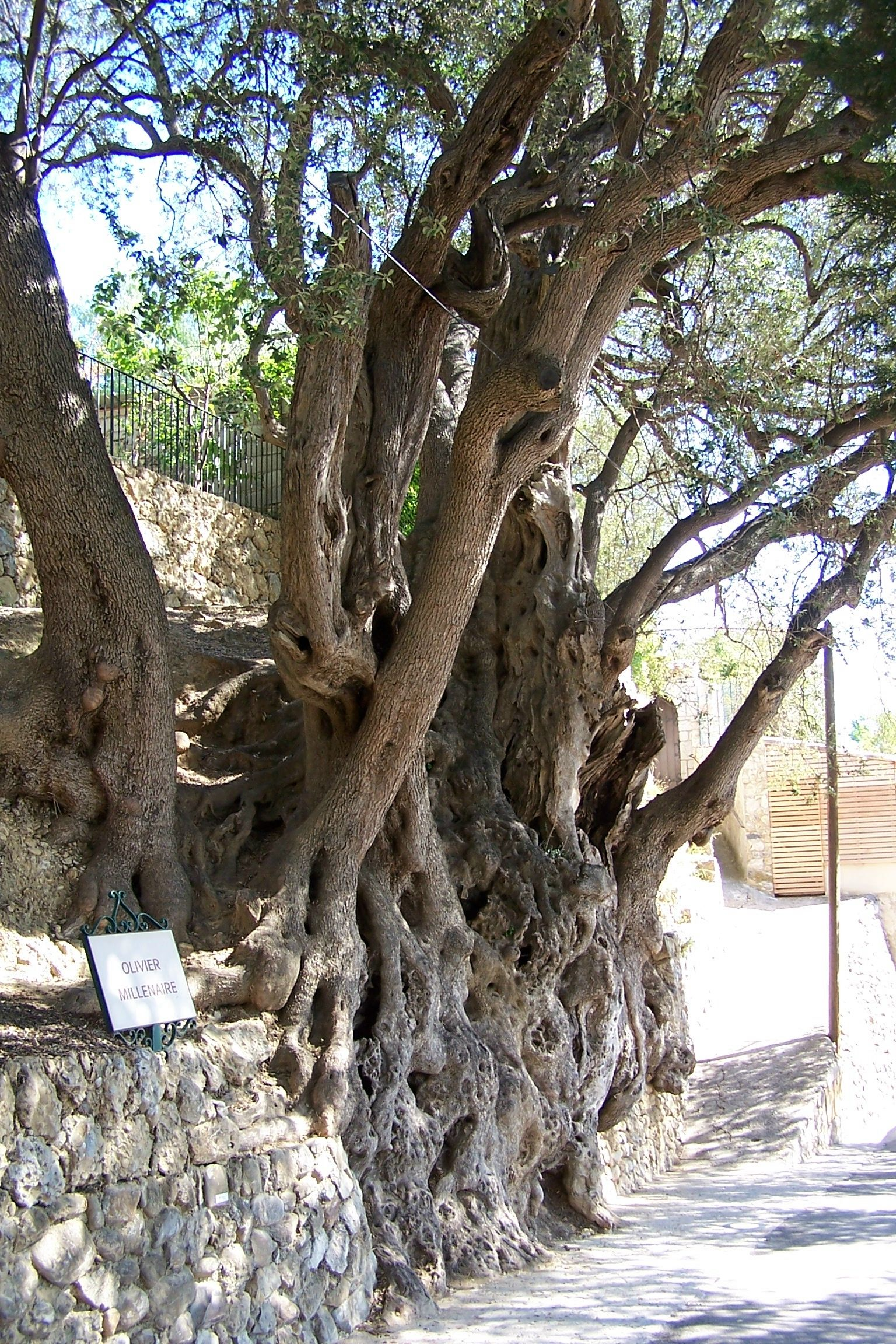
Tausendjähriger Olivenbaum
Monte Carlo Beach Hotel und die Villa La Vigie

## Verkehr

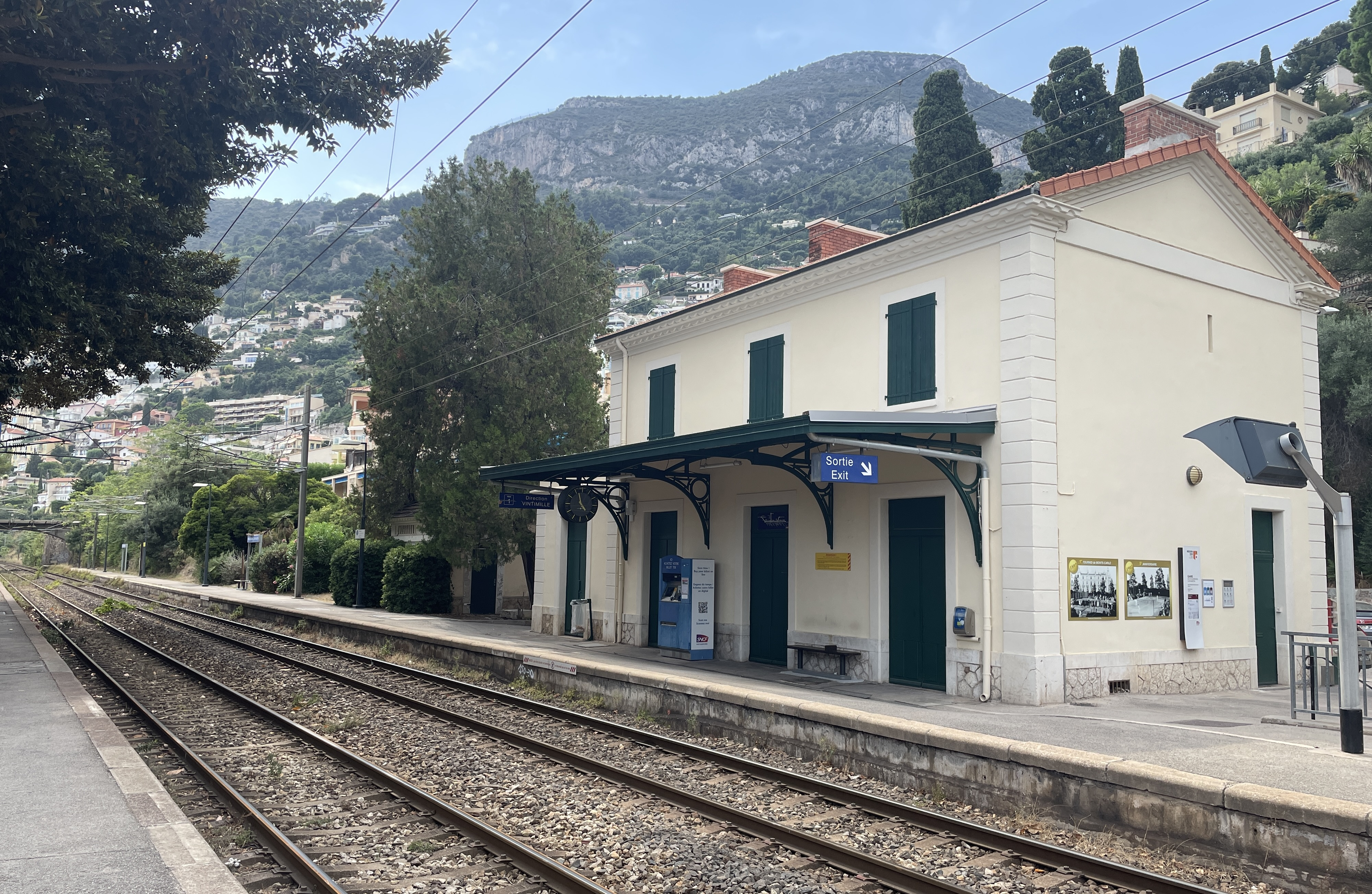
Bahnhof

Der Bahnhof Cap-Martin-Roquebrune liegt an der Bahnstrecke Marseille–Ventimiglia, die in diesem Abschnitt am 6. Dezember 1869 von der Compagnie des chemins de fer de Paris à Lyon et à la Méditerranée eröffnet wurde. Aktuell wird er von Regionalzügen des TER Provence-Alpes-Côte d’Azur bedient.
Durch das Stadtgebiet verläuft die Autobahn A 8 mit der Anschlussstelle 58 (Roquebrune). Die ehemalige Nationalstraße N 7 wurde zur Departementsstraße D 6007, die N 564 zur D 2564 abgestuft.

## Städtepartnerschaften
Roquebrune-Cap-Martin unterhält Partnerschaften mit Profondeville (Wallonische Region) in Belgien und Vejle in Dänemark.

## Söhne und Töchter der Stadt
- Gilles Panizzi (* 1965), Rallyefahrer
- Valentin Vacherot (* 1998), monegassisch-französischer Tennisspieler